# 抗平滑筋抗体
抗平滑筋抗体(こうへいかつきんこうたい、anti-smooth muscle antibody)は、 平滑筋に対して形成される自己抗体である。 これは通常、 自己免疫性肝炎に関連している。   
自己免疫性肝炎の診断基準には、抗核抗体陽性または抗平滑筋抗体陽性が含まれている。
これらの抗体は、 アクチン 、 トロポニン 、およびトロポミオシンに対するものである。 